# يان كولينز
يان كولينز (بالإنجليزية: Ian Collins)‏ هو لاعب كرة قدم أسترالية أسترالي، ولد في 24 أكتوبر 1942.

## وصلات خارجية
- يان كولينز على موقع AustralianFootball.com (الإنجليزية)
- يان كولينز على موقع AFLtables.com (الإنجليزية)